# Arohana
Onder arohana wordt in de Hindoestaanse muziek de stijgende toonladder verstaan, die een vereenvoudiging is van de melodische structuur van een raga.